# Campionato Roraimense 2024
Il Campionato Roraimense 2024 è stata la 69ª edizione della massima serie del campionato roraimense. La stagione è iniziata il 16 marzo 2024 e si è conclusa l'11 giugno successivo.

## Stagione

### Novità
È stato ammesso alla stagione 2024 il Monte Roraima al posto del rinunciatario Baré.

### Formato
Il torneo si svolge in due turni: il primo è composto da due gironi: uno da cinque, l'altro da quattro. Le prime due classificate di tali gironi, accedono alla fase finale che decreterà la vincitrice della prima parte del campionato. Lo stesso format vale anche per il secondo turno
Le squadre vincitrici dei due turni, si affronteranno in un match singolo per decretare la vincitrice del Campionato Roraimense. Nel caso una squadra abbia vinto ambedue i turni, sarà questa ad essere decretata vincitrice del campionato.
La formazione vincitrice, potrà partecipare alla Série D 2025, alla Coppa del Brasile 2025 e alla Copa Verde 2025. La seconda classificata solo alla Coppa del Brasile. Non sono previste retrocessioni.

### Primo turno

#### Fase a gironi
Gruppo A
|  | Pos. | Squadra          | Pt | G | V | N | P | GF | GS | DR |
|  | ---- | ---------------- | -- | - | - | - | - | -- | -- | -- |
|  | 1.   | São Raimundo-RR  | 9  | 3 | 3 | 0 | 0 | 9  | 1  | +8 |
|  | 2.   | Náutico-RR       | 4  | 3 | 1 | 1 | 1 | 4  | 4  | 0  |
|  | 3.   | Atlético Roraima | 2  | 3 | 0 | 2 | 1 | 2  | 6  | -4 |
|  | 4    | Rio Negro-RR     | 1  | 3 | 0 | 1 | 2 | 1  | 5  | -4 |

Legenda:
      Ammessa alla fase finale.
Note:
Tre punti a vittoria, uno a pareggio, zero a sconfitta.
Gruppo B
|  | Pos. | Squadra       | Pt | G | V | N | P | GF | GS | DR  |
|  | ---- | ------------- | -- | - | - | - | - | -- | -- | --- |
|  | 1.   | GAS           | 12 | 4 | 4 | 0 | 0 | 13 | 4  | +9  |
|  | 2.   | Monte Roraima | 7  | 4 | 2 | 1 | 1 | 9  | 4  | +5  |
|  | 3.   | River-RR      | 7  | 4 | 2 | 1 | 1 | 9  | 5  | +4  |
|  | 4    | Real-RR       | 3  | 4 | 1 | 0 | 3 | 8  | 6  | +2  |
|  | 5    | Progresso     | 0  | 4 | 0 | 0 | 4 | 1  | 21 | -20 |

Legenda:
      Ammessa alla fase finale.
Note:
Tre punti a vittoria, uno a pareggio, zero a sconfitta.

#### Fase finale
|  | Semifinali | Semifinali      | Semifinali |     |    | Finale          | Finale | Finale |  |
|  |            |                 |            |     |    |                 |        |        |  |
|  | 1A         | São Raimundo-RR | 2          |     |    |                 |        |        |  |
|  | 1A         | São Raimundo-RR | 2          |     |    |                 |        |        |  |
|  | 2B         | Monte Roraima   | 1          |     |    |                 |        |        |  |
|  | 2B         | Monte Roraima   | 1          |     | 1A | São Raimundo-RR | 2      |        |  |
|  |            |                 |            |     | 1A | São Raimundo-RR | 2      |        |  |
|  |            |                 | 1B         | GAS | 1  |                 |        |        |  |
|  | 1B         | GAS             | 1B         | GAS | 1  | 1               |        |        |  |
|  | 1B         | GAS             |            |     |    |                 |        |        |  |
|  | 2A         | Náutico-RR      | 0          |     |    |                 |        |        |  |

### Secondo fase

#### Fase a gironi
Gruppo A
|  | Pos. | Squadra          | Pt | G | V | N | P | GF | GS | DR  |
|  | ---- | ---------------- | -- | - | - | - | - | -- | -- | --- |
|  | 1.   | São Raimundo-RR  | 11 | 5 | 3 | 2 | 0 | 19 | 3  | +16 |
|  | 2.   | Náutico-RR       | 9  | 5 | 2 | 3 | 0 | 11 | 3  | +8  |
|  | 3.   | Atlético Roraima | 6  | 5 | 2 | 0 | 3 | 6  | 15 | -9  |
|  | 4    | Rio Negro-RR     | 3  | 5 | 1 | 0 | 4 | 9  | 12 | -3  |

Legenda:
      Ammessa alla fase finale.
Note:
Tre punti a vittoria, uno a pareggio, zero a sconfitta.
Gruppo B
|  | Pos. | Squadra       | Pt | G | V | N | P | GF | GS | DR  |
|  | ---- | ------------- | -- | - | - | - | - | -- | -- | --- |
|  | 1.   | GAS           | 8  | 4 | 2 | 2 | 0 | 14 | 4  | +10 |
|  | 2.   | Monte Roraima | 7  | 4 | 2 | 1 | 1 | 6  | 3  | +3  |
|  | 3.   | River-RR      | 7  | 4 | 2 | 1 | 1 | 9  | 6  | +3  |
|  | 4    | Real-RR       | 4  | 4 | 1 | 1 | 2 | 4  | 5  | -1  |
|  | 5    | Progresso     | 0  | 4 | 0 | 0 | 4 | 0  | 27 | -27 |

Legenda:
      Ammessa alla fase finale.
Note:
Tre punti a vittoria, uno a pareggio, zero a sconfitta.

#### Fase finale
|  | Semifinali | Semifinali      | Semifinali |     |    | Finale          | Finale | Finale |  |
|  |            |                 |            |     |    |                 |        |        |  |
|  | 1A         | São Raimundo-RR | 5          |     |    |                 |        |        |  |
|  | 1A         | São Raimundo-RR | 5          |     |    |                 |        |        |  |
|  | 2A         | Náutico-RR      | 1          |     |    |                 |        |        |  |
|  | 2A         | Náutico-RR      | 1          |     | 1A | São Raimundo-RR | 1      |        |  |
|  |            |                 |            |     | 1A | São Raimundo-RR | 1      |        |  |
|  |            |                 | 1B         | GAS | 5  |                 |        |        |  |
|  | 1B         | GAS (dtr)       | 1B         | GAS | 5  | 1 (5)           |        |        |  |
|  | 1B         | GAS (dtr)       |            |     |    |                 |        |        |  |
|  | 2B         | Monte Roraima   | 1 (4)      |     |    |                 |        |        |  |

### Spareggio campionato
Allo spareggio campionato si affrontano il São Raimundo-RR, vincitore della prima fase, e il GAS, vincitore della seconda fase.
| Squadra 1       | Risultato | Squadra 2 |
| --------------- | --------- | --------- |
| São Raimundo-RR | 2 – 3     | GAS       |

## Classifica generale
|  | Pos. | Squadra          | Pt | G | V | N | P | GF | GS | DR  |
|  | ---- | ---------------- | -- | - | - | - | - | -- | -- | --- |
|  | 1.   | GAS              | 23 | 9 | 7 | 2 | 0 | 30 | 9  | +21 |
|  | 2.   | São Raimundo-RR  | 20 | 9 | 6 | 2 | 1 | 30 | 7  | +23 |
|  | 3.   | Monte Roraima    | 14 | 8 | 4 | 2 | 2 | 15 | 7  | +8  |
|  | 4.   | River-RR         | 14 | 8 | 4 | 2 | 2 | 18 | 11 | +7  |
|  | 5.   | Náutico-RR       | 13 | 8 | 3 | 4 | 1 | 15 | 7  | +8  |
|  | 6.   | Atlético Roraima | 8  | 8 | 2 | 2 | 4 | 8  | 21 | -13 |
|  | 7.   | Real-RR          | 7  | 8 | 2 | 1 | 5 | 12 | 11 | +1  |
|  | 8.   | Rio Negro-RR     | 4  | 8 | 1 | 1 | 6 | 10 | 17 | -7  |
|  | 9.   | Progresso        | 0  | 8 | 0 | 0 | 8 | 1  | 48 | -47 |

Legenda:

      Vincitore del Campionato Roraimense 2024 e qualificato per la Coppa del Brasile 2025, il Campeonato Brasileiro Série D 2025 e la Copa Verde 2025.
      Qualificato per la Coppa del Brasile 2025.